# The Lick

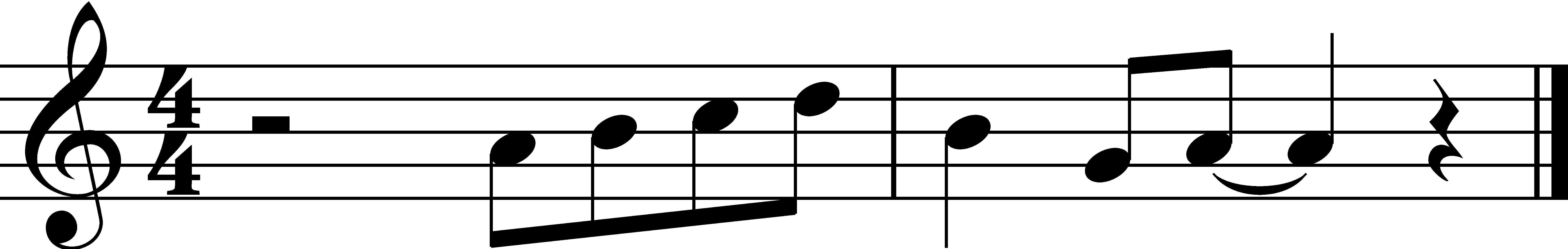
The Lick en la mineur au piano (Fonctionne en mode Dorien ou Éolien)

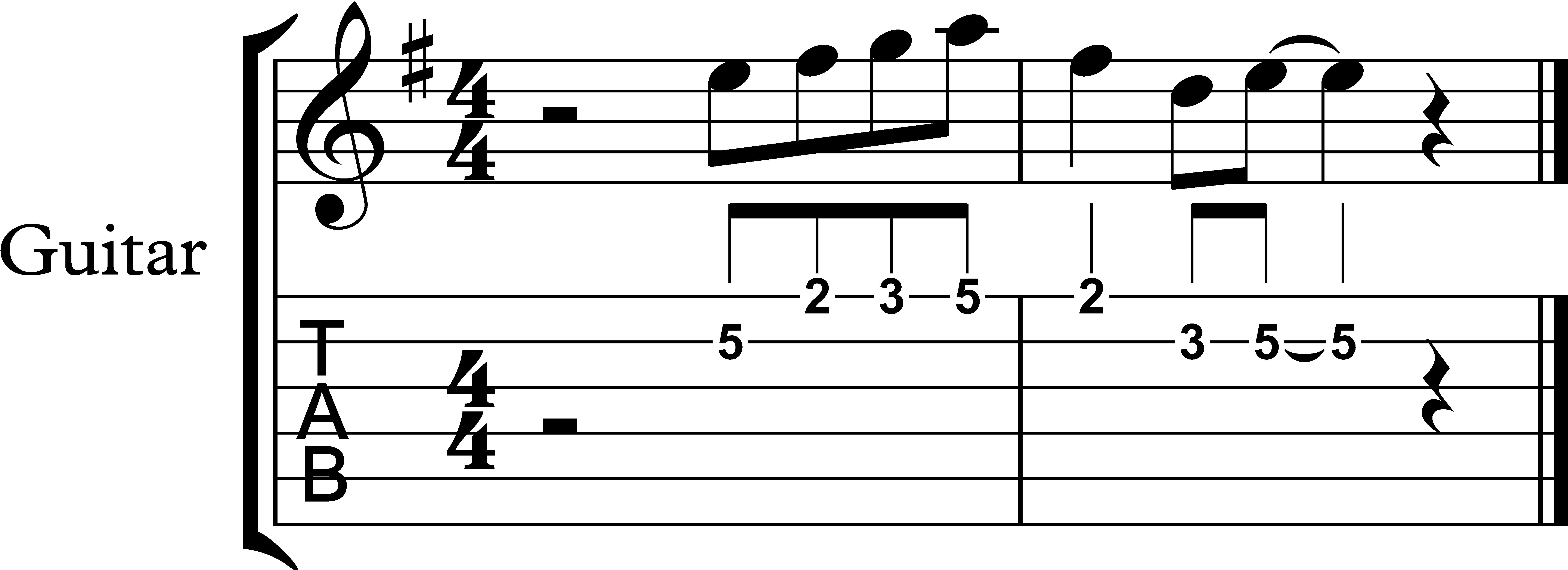
The Lick en mi mineur à la guitare

En jazz, The Lick est un lick (phrase mélodique toute faite) considéré comme « le plus célèbre cliché de jazz de tous les temps »,.
Facilement adaptable à toutes les tonalités et à tous les modes, il utilisé dans de nombreux morceaux célèbres, et pas seulement en jazz,. On trouve des occurrences de la phrase musicale appelée The Lick avant l'apparition du jazz, notamment dans la musique classique, mais c'est le jazz qui l'a popularisé.
Il est utilisé dans des publicités et dans des émissions de télévision, comme The Late Show. Le Lick est aujourd'hui surtout utilisé pour l'effet comique, comme dans la vidéo d'Adam Neely (en) dans laquelle il joue le Lick pendant cinq heures d'affilée : cette phrase est un tel cliché que les musiciens ne le voient que comme une blague, de sorte que ses utilisations au premier degré sont rares.
Le Lick est généralement joué sur une progression d'accords II-V-I (tonalité mineure), .